# CRスロぱちんこグラディエーターエボリューション
『CRスロぱちんこグラディエーターエボリューション』は、2009年に京楽産業.から発売されたデジパチタイプのCR機のパチンコ。

## 概要
本機は2002年に登場した『CRグラディエーター』の後継機である。
前作は石井竜也によるプロデュースであったが、今作では人気アーティストGacktを主人公としたタイアップ機となっている。
Gacktが黒騎士「グラディアス」に扮し、宿敵アヴァロンを倒すべく戦っていくストーリー設定となっている。
9面ドラムを搭載し、その全面に透過型液晶を配置することで、液晶演出とドラムアクションが融合した新しい演出を数多く搭載している。
京楽産業.は本機を「CRぱちんこキン肉マン」に続く「進化系ぱちんこ第2弾」と位置づけ、モード移行システムと潜伏確変による新たなドキドキ感をプレーヤーに持たせる演出を新たに追加している。
台枠は、『CRぱちんこ必殺仕事人III』より採用されている "STADIUM" 枠を使用。

### 仕様
本機の主な特徴は、通常時の初当り（ヘソからの大当り）の約5割強が突然確変大当りであり、そのうちのほとんどが潜伏確変である。その潜伏確変と小当たりを用いてモード移行を通常の演出に加え、高確率を期待させる演出でプレイヤーにドキドキ感を持続させる仕様となっている。
そして潜伏確変、出玉ありの確変大当りを経由してアヴァロンステージ（電サポ有確変状態）に突入すると、電チューからの抽選がメインとなるため突然確変はほぼ発生せず、大部分が出玉ありの大当り、なおかつ確変継続率は79.5%のため出玉は通常のミドルスペックよりも少量だが非常に高い連チャンが期待できる仕様となっている。

### スペック
CRスロぱちんこグラディエーターエボリューション M6
- 賞球数 3&10&14
- 大当たり確率：1/288.6（低確率）→1/28.9（高確率）
- 小当たり確率：1/94 （ヘソ入賞）
- 確変割合：79.5%
- 大当たりラウンド：8ラウンド・10カウントor8ラウンド・0カウント
- 特賞出玉：約1,000個
- 時短：全ての大当たり終了後40回転
- 大当り振り分け率

| 入賞         | 8R確変A  | 8R確変B  | 8R確変C | 8R確変D  | 8R通常   |
| ------------ | -------- | -------- | ------- | -------- | -------- |
| ヘソ入賞     | 14.5%    | 6%       | 56%     | 3%       | 20.5%    |
| 電チュー入賞 | 72.5%    | 6%       | 0%      | 1%       | 20.5%    |
| 出玉         | あり     | あり     | なし    | なし     | あり     |
| 電サポ       | 次回まで | 40回まで | なし    | 次回まで | 40回まで |
※出玉なし大当りはアタッカー0.1秒×8回解放

### 図柄
- 赤7・・・HYPER BIG BONUS図柄（確変大当り）
- 青7・・・BIG BONUS図柄（通常大当りor確変大当り）
- スイカ
- チェリー
- 兜
- 刀

## 役モノ
神剣フラッシュ
盤面右側に設置されている剣役モノが激しくフラッシュすれば、様々な契機で激アツとなる。
タイトルギミック
盤面上部の「GLADIATOR」の文字役モノが上下に震動するとチャンス。ステージチェンジ演出でも活躍する。

## ステージ移行演出
本機の目玉演出として位置づけられている演出の一つ。小当たりもしくは8R確変C・Dに当選すると、モード移行演出が発生する。
スロットのゲーム性を継承し、チェリーまたはスイカをゲットするとステージチェンジが発生し、潜伏確変か否かのどきどき感を楽しめる演出となっている。
本機では大当りが全て8R大当りのため、ラウンド振り分けのランプがなく、盤面右下のメインデジタル（特殊図柄）でしか判別不可、なおかつ大当り・小当たりを表す特殊図柄が非常に多く、高確率の判別が難しくなっている。

### 移行演出
チェリーチャンス・スイカチャンス
通常変動中のカラー系の予告で「赤」や「緑」のナビが発生すると、チェリーチャンスもしくはスイカチャンスが発生する。チェリーの場合は左側、スイカの場合は右側の3リールが回転し、チャンスボタンを押してスロット感覚でリールを停める。この際チェリーもしくはスイカが中段で停止すると潜伏確変の期待度アップとなる。
スーパーリーチハズレ後のチェリー・スイカ演出
スーパーリーチが外れた後に突如画面がブラックアウトし、画面上部からチェリーもしくはスイカが落下すると各小役ゲットとなりモード移行演出が発生する。この演出でチェリー・スイカをゲットした場合は、必ず中段で停止するため前者よりも潜伏確変の期待度が高い。

### ステージ移行
チェリー・スイカゲット後は、下記のステージに移行する。移行した先のステージで確変期待度が変化する。
ステージ移行した後も頻繁に扉が開閉し、各ステージを行き来する。
また、8R確変D、もしくは8R確変C当選後に再び8R確変Cに当選すると、アヴァロンステージへと移行し電チューサポートが作動する。
確変期待度低
- コビットステージ
- マーメイドステージ
- ジャイアントステージ

確変期待度中
- ドラゴンゲートステージ

確変期待度大
- DRAGONステージ

確変確定（電チューサポートあり）
- アヴァロンステージ

### ステージ移行後の演出
ステージ移行後、画面内の様々な予告で高確率の期待度が予測できる。
以下の演出が発生した後にモード移行演出が発生すると高確率の期待度アップ。
- 連続兜予告が複合
- ザコ敵演出でザコ敵が二人出現し、オーラが二人とも赤もしくは緑（右側の敵を倒せば更にチャンス）。
- ドラムステップアップのドラゴンバージョンで、巨大チェリーもしくはスイカが画面を通過

以下の演出が出現すれば高確率の期待度アップ。
- ピンクのザコ敵が頻繁に出現する
- コビットステージ滞在中にチェリー・スイカをゲットし、移行した先がDRAGONステージ
- DRAGONステージに長く滞在する
- ドラゴンゲートステージの背景にある月の色が赤
- チェリー・スイカをゲットしないステージチェンジが頻発
- 2回転連続でチェリー・スイカ非経由のステージチェンジが発生
- 緑、赤ナビが発生したにもかかわらず、チェリー・スイカチャンスに発展せずリーチがかかる。

## 予告アクション

### ステップアップ系予告
ステップアップ予告
1. 妖精が画面左から登場
2. ドラゴンが登場
3. ドラゴンが画面下から上に向かって飛ぶ【リーチ確定】
4. 神剣登場【スーパーリーチ確定】
5. 実写グラディアス登場【信頼度大幅アップ】

ステップ3のドラゴンは色によって信頼度が変化する（茶<赤<ゼブラ）
またステップ5でグラディアスではなく敵が現れれば、出現した敵に対応するリーチへと発展し信頼度アップとなる。
ドラムステップアップ予告
1. ドラム上に妖精が3匹登場
2. ドラム上に妖精が6匹登場
3. さらに妖精が増え全ドラムに妖精が登場【リーチ確定】
4. 妖精の群が画面下から舞い上がる【スーパーリーチ確定】

妖精の色が紫ならリーチ確定、レインボーなら激アツとなる。
妖精ではなくドラゴンが出現する場合もあり、それが発生すれば期待度アップとなる。
ウィンドウステップアップ予告
【DRAGON・ドラゴンゲートステージ限定】画面にウィンドウが登場しウィンドウが徐々に大きくなるステップアップ予告。ステップ5まであり、ステップ3でリーチ確定、ステップ4でスーパーリーチ確定、ステップ5で信頼度大幅アップとなる。通常は黒枠でグラディアスが登場するが、金枠で王女が現れれば信頼度大幅アップ。グラディアスと王女が同時に出現するウィンドウなら大当り確定。

### カラー系予告
色によって信頼度・発展先が変化する予告が多数存在する。以下のカラーが出現すれば対応した演出に発展する。
- 青･･･リーチ確定
- 赤･･･チェリーチャンス確定
- 緑･･･スイカチャンス確定
- 黄･･･連続兜予告継続確定
- レインボー･･･激アツ予告。期待度50%オーバー。

カラー系予告が出現する予告は以下の通り
神剣予告
神剣が画面に突如現れ、色つきオーラが出現する。他のカラー系予告よりも高い信頼度を誇る。神剣予告で青ナビが発生した場合はスーパーリーチが確定するが、もし法則崩れでノーマルリーチで終われば高確率のチャンス。緑・赤のナビ発生でスイカ・チェリーチャンスへ発展せずにそのままリーチならば、スーパーリーチはずれ後の中段スイカ・チェリーゲットが確定するため激アツ（高確率期待度）となる。
敵兵予告
ステップアップ予告の途中で画面がブラックアウトし、ザコ敵が出現する。チャンスボタンを押し、敵兵を倒せば敵兵が放つオーラの色の演出へと発展する。2体出現すれば必ずどちらかの敵を倒すためチャンス。さらに右側の敵を倒せば期待度アップとなる。
まれに白オーラの敵兵が出現することがあるが、その場合は必ず敵兵が倒せる。倒した後に色つきオーラが発生し、その色の演出へ発展する。
通常よりも大きい敵が出現した場合は期待度大幅アップ。
クリスタル予告
【コビット・ジャイアント・マーメイドステージ限定】画面にチャンスボタンが出現し、チャンスボタンを押してクリスタルが現れればクリスタルが色を放ち、その色に対応した演出へと発展する。
爪オーラ予告
【DRAGON・ドラゴンゲートステージ限定】画面にチャンスボタンが出現し、グラディアスが登場し手の中に炎が出現する。その炎の色に対応した演出へ発展する。
演舞予告
【DRAGON・ドラゴンゲートステージ限定】画面にチャンスボタンが出現し、グラディアスが神剣を振りかざす。剣を振りかざしたときのオーラに対応した演出へ発展する。

### 擬似連系予告
連続兜予告
メインの擬似連続予告。変動停止と思いきや、全ドラムがすべった後中央ドラムに兜図柄が停止し、「行くぜ!」の声と共に再変動する。継続すればするほど信頼度アップ。最高4連まで継続する。2連以上でリーチ確定、3連でスーパーリーチ確定、4連するとハイチャンスとなる。極稀だが5連まで継続すればプレミアムで、全回転リーチへ発展し確変大当たり確定となる。
連続ホールド予告
擬似連続予告のチャンスアップバージョン。発生すれば激アツ。変動停止時に画面上に鎖が出現し、その鎖によって7図柄ドラムをホールドしていく。最高4連まで継続する。1回目で鎖が出現しても、鎖が掛からずにガセで終わる場合もある。

### 激アツ予告
激アツボイス予告
リーチ成立直後、Gacktの「激アツ」という声が聞こえれば激アツ。「おめでとう！」ボイスならば大当り確定のプレミアム。
王女カットイン予告
リーチ成立直後に王女が全画面にカットインすれば激アツ。王女ではなく南明奈がカットインすれば大当り確定のプレミアム。
神剣フラッシュ予告
リーチ成立後に、盤面右側の剣役モノが効果音と共に激しくフラッシュすれば激アツ。期待度50%を誇る高信頼度予告。このとき神剣がレインボーに光れば大当り確定のプレミアム。

### その他の予告
全画面カットイン予告
画面にチャンスボタンが出現し、チャンスボタンを押すとカットインが発生し発展先を示唆する
- 敵兵･･･敵兵系リーチへ発展
- 王女アナスタシア･･･王女幻想リーチへ発展
- アヴァロン･･･皇帝決戦リーチへ発展

メッセージ予告
【コビット・ジャイアント・マーメイドステージ限定】画面中央にウィンドウが現れ、占い師のメッセージが見られる。基本はゲーム性の説明が中心となるが、たまに変動回転の期待度を示唆するメッセージを残すこともある。
グラディアスメッセージ予告
【DRAGON・ドラゴンゲートステージ限定】稲妻とともにグラディアスが登場し、メッセージが表示される。メッセージの内容で期待度が変化する。白文字なら期待度薄だが、赤文字なら大チャンス。緑文字なら潜伏確変の期待度がアップする。中でも緑文字でグラディアスが「アハハハハ」と笑うメッセージなら潜伏確変状態が確定となる。
ドラム消灯予告
グラディアスの掛け声と共にドラムが消灯していく。すべてのドラムが消灯すれば占い師リーチへと発展する。稀に騎士対決リーチや皇帝決戦リーチへ発展することもある。
カード占い予告
占い師が突如現れ、未来を占ってくれる。台枠の十字キーを用いてカードを選択し、出現したカードの内容で期待度が変化する。カードの色は通常は黒だが、ゴールドなら期待度がアップ。
- 兜図柄･･･連続兜予告継続
- スイカ･･･スイカチャンスへ発展
- チェリー･･･チェリーチャンスへ発展
- 敵兵･･･対応する敵兵系リーチへ発展
- 王女アナスタシア･･･王女幻想リーチへ発展
- 皇帝アヴァロン･･･皇帝決戦リーチへ発展

ピトピト予告
保留先読み予告。画面上部の保留ランプに黒い生き物（ピトピト）がぶら下がると、その保留で何かが起こるチャンス。保留消化時にピトピトがアイテムに変化し、そのアイテムの内容で信頼度が変化する。内容が「？」だとガセが多い。ピトピトの目の形がいつもと違ったり、保留間を移動する際のアクションが違うとチャンスアップとなる。
- ？･･･基本的にはガセだが、たまにリーチやスイカ･チェリーチャンスへ発展することもある。
- スイカ･･･スイカチャンスへ発展
- チェリー･･･チェリーチャンスへ発展
- 赤い鴨･･･赤系予告（チェリーチャンス含む）へ発展
- ゼブラ鴨･･･ゼブラ系予告へ発展
- PUSHマーク･･･チャンスボタンを使用する演出へ発展
- タロットカード･･･タロット占い予告へ発展
- 兜図柄･･･連続兜予告継続
- 妖精･･･妖精が絡む予告、または妖精リーチへ発展
- ドラゴン･･･ドラゴン系予告、またはドラゴン系のリーチへ発展
- 敵兵･･･敵兵が絡む予告、または敵兵系リーチへ発展
- グラディアス･･･グラディアスが絡む予告へ発展
- 赤7・青7･･･大当り確定

ピトピトのアクションは以下の通り。下に行けば行くほど期待度アップ。
- まばたき
- 保留移動の際に形を変えながら移動
- 保留にぶら下がっているときに跳ねる
- 目の形が細くなる
- 目の形が「×」になる
- 怒った表情になる

## リーチアクション
赤7・青7図柄が一直線上に3枚並べば大当たりとなる。
各リーチアクション共通で、赤7で大当りすればライン数に関わらず確変大当たり確定、青7での大当りは大当りライン数によって確変期待度が変化し、ライン数が多ければ多いほど確変期待度がアップする。
またリーチが掛かった際のリーチ有効ライン数は多ければ多いほど信頼度アップとなる。
ほとんどは青7のみのリーチがかかるが、青7・赤7が混在したリーチラインなら期待度アップ。
また、普段はほとんど発生しない赤7のみのリーチが発生し、スーパーリーチに発展すれば期待度は大幅にアップする。
再始動演出
各リーチはずれ後に神剣役モノがフラッシュし、グラディアスが現れれば大当り確定。このパターンで大当りすると確変期待度が通常よりも高くなる。

### 敵兵系リーチ
敵兵討伐リーチ
スーパーリーチ発展演出で、敵兵の大群が現れる。敵兵を斬る際のエフェクトの色で信頼度が変化する（青<紫<赤）。リーチはずれ後にチェリー･スイカゲットのチャンス。
神龍召喚リーチ
敵兵討伐リーチ中に、ドラゴンが現れれば神龍召還リーチ。信頼度は敵兵討伐リーチよりも高い。

### 騎士系リーチ
スーパーリーチ発展演出で、敵の大群を通り過ぎれば騎士系リーチ、もしくはグラディエーター系リーチへ発展する。
火炎リーチ
騎士が炎でドラムを焼き尽くす。阻止できれば大当たり。リーチ中にグラディアスのカットイン発生で信頼度がアップする。
氷結リーチ
騎士が氷でドラムを凍らせる。阻止できれば大当たり。リーチ中にグラディアスのカットイン発生で信頼度がアップする。
騎士対決リーチ
騎士とグラディアスの一騎討ち対決。グラディアスが勝利すれば大当たり。リーチ中グラディアスのオーラの色、ドラムを斬る際のオーラの色で信頼度が変化する（青<赤<レインボー）。

### グラディエーター系リーチ
神剣フラッシュ予告のあおり後、画面が炎で埋め尽くされればグラディエーター系リーチへ発展する。
クローリーチ
グラディアスがクローで闇を切り裂く。切り裂いた先に7図柄揃いがあれば大当たり。グラディアスのオーラの色で信頼度が変化する（青<赤）。
神剣一閃リーチ
グラディアスが神剣でドラムを一閃。途中神剣エンブレムのカットインがあれば信頼度アップ。
王女幻想リーチ
発生すれば激アツ。王女の涙とともにゆっくりとドラムが変化する。王女の涙がグラディアスの下に届けば大当たり。

### 皇帝決戦リーチ
各スーパーリーチ発展直後に、突如画面を切り裂く演出が発生すると皇帝決戦リーチへと発展する。信頼度は50%オーバーで本機最高の信頼度を誇る。グラディアスがアヴァロンを倒せば大当り。画面下に出るセリフが赤ければ期待度アップ。

### その他のリーチ
妖精リーチ
ノーマルリーチ後に発展。妖精が出現し真ん中のリールを回転させる。期待度は低い。ハズレ後にチェリー・スイカゲットのチャンス。
カウントダウンリーチ
妖精リーチに発展し、現れた妖精が光り輝き大きくなれば突如カウントダウンリーチに発展する。「9、8、7・・・」のカウントダウンと共にリールが変化し、カウント0で図柄がそろえば大当り。信頼度は非常に高い。リーチ中にグラディアスのカットインが入れば信頼度アップ。
占い師リーチ
変動中に図柄がすべて暗転すると占い師リーチに発展する。水晶玉の中に映し出された内容で以後の演出が変化する。赤7や青7出現よりもチェリー・スイカを期待したいリーチである。
- 赤7・青7･･･大当り確定
- チェリー･･･中段チェリーゲット確定
- スイカ･･･中段スイカゲット確定
- 刀･･･ハズレ

全回転リーチ
変動中、もしくは連続兜予告5連から発展するリーチ。発生した時点で確変大当り確定。全ドラムがゆっくりと同時回転し、最終的に全ドラムで赤7が揃う。
オールブランクリーチ
全ドラム刀図柄停止から発展する。発生すれば全ドラムが赤7で揃い確変大当りとなる。

## 大当りラウンド
大当りラウンド中はGacktの楽曲と共に本機オリジナルのストーリーが楽しめる。連荘するごとにストーリー、楽曲が変化する。

### ドラゴンチャンス（確変昇格演出）
青7での大当り中、5ラウンド目開始時にドラゴンチャンスが発生することがある。チャンスボタンでゲージを止め、敵を焼き尽くしミッションに成功するとラウンド終了後アヴァロンステージへ突入する。

### 特殊ラウンド
スペシャルラウンド
連チャンが続くと、ストーリーの最終話を見ることが出来る。
PVラウンド
スペシャルラウンド後の大当たり時は、Gacktの楽曲をオリジナルPVと共に楽しめる。

## グラディエーターチャンス（高確率or時短40回）
大当り終了後はグラディエーターチャンスに突入する。
赤7図柄での大当り後、大当りラウンド中のドラゴンチャンスでミッション成功すると、アヴァロンステージへ突入し次回大当りまで電サポが作動する。
青7図柄での大当り後は、アヴァロンステージ・DRAGON・ドラゴンゲート・コビット・マーメイド・ジャイアントの各ステージを行き来し、滞在するステージで潜伏確変の期待度が変化する。8R確変A当選だった場合は、40回転目に扉が閉まりいきなりアヴァロンステージへ昇格する。
なお、出玉あり大当りの8R確変Bに当選し、大当り後40回転以内に次回大当りを引けなかった場合は電サポが終了し、以後確変潜伏となる。グラディエーターチャンス後の液晶演出が確変潜伏を判別する判断材料となる（詳しくは「モード移行演出」参照）。

## ギミック系当確予告

### P-フラッシュ予告
変動中に突如「キュインキュインキュイン」という効果音と共にハンドルが赤く光りフラッシュすれば確変大当り確定。
P-フラッシュ予告の発生契機は以下の通り。
- 変動開始直後（連続兜予告中は、リーチが成立する変動開始時）
- チャンスボタン演出でボタンを押した瞬間
- リーチ成立直後
- スーパーリーチ発展時

なお本機にはハンドルフラッシュの先光り演出があり、変動開始時などに一瞬だけハンドルが赤く光ることがある。それが発生すると、後で必ずP-フラッシュが発生するようになっている。

### P-サイレン予告
ハンドルのフラッシュを伴わずに、「キュイン」音や銃声、パトカーのサイレン音などが発生すると大当り確定。

## その他
本機発売に際して、発売元の京楽産業.の直営ホール「サンシャインKYORAKU」では、全国導入に先立ち先行導入が行なわれた。そのうち「サンシャインKYORAKU栄」をテナントとするサンシャイン栄では、『GacktJack』と題してサンシャイン栄の名物であるスカイボート（観覧車）がGackt仕様になったり、映像を撮り下ろす際にGacktが実際に着用した衣装などが展示されるスペースなどが設けられた。
本機に関しては、販売に際し「本機種を購入しなければ次機種の購入が出来ない」として事実上の抱き合わせ購入をパチンコ店側に強制していたことが明るみに出ており、パチンコ店側の業界団体である全日本遊技事業協同組合連合会（全日遊連）では京楽側に対し「同年1月に業界4団体（全日遊連、日本遊技関連事業協会（日遊協）、日本遊技機工業組合（日工組）、日本電動式遊技機工業協同組合（日電協））で合意した内容に反する不公正な販売方法である」と抗議を行った結果、京楽側では同年4月2日をもって本機種を販売中止にしたこと、購入済みの店舗に対するキャンセル・返品等を受け付けることなどの方針を表明している。